# 辻敏治
辻 敏治（つじ としはる、1947年10月2日 - ）は、日本の指揮者。

## 人物

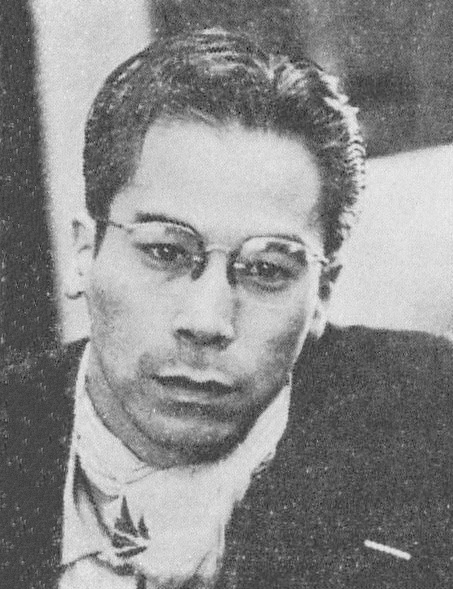
指揮を学んだ山田一雄y

1947年10月2日、神戸市に生まれる。1970年に大阪音楽大学音楽学部を卒業し、その後山田一雄、渡辺暁雄らに指揮を学ぶ。

## 経歴
1967年、大阪国際フェスティバル10周年記念バイロイト音楽祭引越公演ワーグナーの楽劇「トリスタンとイゾルデ」（ピエール・ブーレーズ指揮、ヴィルギット・ニルソン、ヴォルフガンク・ヴィントガッセン、ハンス・ホッター他）に合唱団員として出演。
1970年、大阪音楽大学音楽学部卒業。声楽を油井成行に師事。その後　渡辺暁雄、山田一雄らに指揮を学ぶ。大阪万博芸術公演、ヘルベルト・フォン・カラヤン指揮ベルリン・フィルハーモニー管弦楽団第九公演に合唱団員として出演。
1970年から1972年まで尼崎市合唱団指導員。
1973年に神戸コンサートオーケストラ「オペラ・ハイライトの夕べ」でオーケストラ指揮者デビュー。
1973年から1984年まで神戸市民交響楽団正指揮者に就任。
1973年から1989年にかけてNHK大阪放送合唱団を指揮し、大阪厚生年金会館中ホール「空と水と太陽と」に出演（共演、アンサンブルレネット）。また、浄土真宗「佛教讃歌」の録音を指揮（2010年、CD全国発売）。以後、演奏会やNHK第2放送『音楽アルバム』等の放送番組に度々出演。
1975年、ドイツ・ブレーメン音楽大学指揮科に留学。ハンス・ヨアヒム・カウフマンに師事。
1977年にはオーストリアのザルツブルク・モーツァルテウム音楽院の指揮講習会に参加。ペーター・シュヴァルツ、オトマール・スウィートナーらに師事。
1980年から1988年まで尼崎市民音楽愛好会を主宰。市民を対象にプロの演奏家による無料コンサートを企画、主催し、尼崎市民サンデーコンサートなど26回の無料コンサートを開催。
1983年から1984年にかけて滋賀オペラ協会指揮者として創作オペラ『余呉の天人』、創作オペラ『比良八荒』の初演を指揮。
1985年から2009年にかけて尼崎市民交響楽団の設立に参画し、25年間常任指揮者を務める。その間1990年には尼崎市民による「第九」を演奏（ソプラノ：斉藤言子、アルト：竹本節子、テノール：西垣俊朗、バリトン：田中由也、合唱：尼崎第九を歌う会）。
1985年から2010年まで尼崎市文化団体協議会常任理事。2002年から会計を担当。
1987年から1993年、尼崎高原ロッジ・カラオケ大会審査委員長を務める。
1993年から1999年、神戸アーバンオペラハウス副指揮者として飯森範親、阪哲朗、松尾葉子らの元で「カルメン」「椿姫」「魔笛」「ボエ－ム」「蝶々夫人」などのオペラの副指揮者を務める。
1993年から2015年まで尼崎芸術文化協会会員。
1998年から2006年、大津労音合唱団（びわこアーベントロート合唱団）の指導者として黒岩英臣、藤岡幸夫、大友直人、山下一史、斎藤一郎、西本智実らの指揮によるベートーヴェン「第九」、モーツァルト「レクイエム」、フォーレ「レクイエム」、ハイドン「天地創造」「四季」「チェチーリアミサ」「ハルモニーミサ」、ブラームス「ドイツ・レクイエム」などの合唱指揮で高い評価を得る。
2006年、大津労音第九公演、大津労音合唱団と尼崎市民交響楽団による「第九」を指揮（ソプラノ：西垣千賀子、アルト：児玉祐子、テノール：西垣俊朗、バリトン：井原秀人）。
尼崎市制90周年記念　市政功労者表彰を受ける。
2006年〜2020年　アマデウス合唱団 in 大津を設立して常任指揮者に就任し、定期演奏会ほか、すべてのコンサートを指揮。モーツァルトの「レクイエム」をはじめミサ曲、フォーレ「レクイエム」ブラームス「ドイツレクイエム」、ハイドン「天地創造」などを演奏。特にハイドンのミサ曲の全作品を演奏することを目標に活動を続けた。
2008年から2013年まで尼崎市立公民館運営審議会委員。その間2010年から2011年には副委員長を務める。
2011年、京都府民ホールアルティに於いてオペラ「椿姫」全曲を指揮する（ヴィオレッタ：四方典子、アルフレード：木下紀章、ジェルモン：萩原寛明他）。
2012年から2016年までフェリシモしあわせの学校講師。
2013年、京都府民ホールアルティに於いてオペラ「椿姫」全曲を指揮（ヴィオレッタ：西垣千賀子、アルフレード：木下紀章、ジェルモン：福嶋勲他）。
2016年から2018年まで、コレギウム・ルネ京田辺音楽監督を務める。
2018年、大津市伝統芸能会館能楽ホールでのアマデウス合唱団 in 大津演奏会において自作の万葉集による混声合唱組曲第一巻「あかねさす」、京極黄門小倉山荘色紙和歌による混声合唱組曲第二巻「これやこの」によるコンサートを開催し独自の新境地を開き、作曲、演奏ともに好評を得る。
2018年、平成30年度尼崎市文化功労賞受賞。
現在、草の実コーラス、立花女声コーラス、夕陽丘混声合唱団の各指揮者、京田辺音楽家協会会員。
1992年からは尼崎市民大学の講師の他、公民館講座などの講師として尼崎をはじめ枚方市、交野市、大阪市、猪名川町などでも講座に招聘されている。

## 主要作品

### オーケストラ作品
- バレエ「冥途の飛脚」0p.3（委嘱作曲、指揮　1988年11月3日　第3回国民文化祭　アルカイックホール）
- Atmosphäre 1 “Die Nacht” Op.5（委嘱作曲、指揮　1989年11月3日　ふれあいの祭典ひょうご88 　アルカイックホール）
- ドラゴンクエスト組曲（委嘱編曲、指揮　すぎやまこういち作曲　1991年6月30日　サンケイリビングファミリーコンサート　アルカイックホール）
- Verklärung−浄化− Op.8（作曲、指揮　1991年12月8日　尼崎市民交響楽団第6回定期演奏会　アルカイックホール）
- 交響幻想曲「茨木童子」 Op.9 (委嘱作曲、指揮　1993年5月16日　尼崎市立武庫公民館開館記念コンサート　尼崎市立武庫公民館ホール）
- Symphonietta Nr.1 Op.12（委嘱作曲、指揮　2000年9月10日　尼崎市民交響楽団第15回記念定期演奏会　アルカイックホール）

### 器楽作品
- フルート・ファゴットとピアノのための「古事記（ふることのふみ）弟橘比賣」Op.30 (2023年　作曲）
- フルート・ソナタ第1番二長調 Op.40 (2023年　作曲）
- ファゴットとピアノのための神話「天孫降臨」 Op.41 (2023年　作曲）

### 合唱作品
- 小さな花のたね（委嘱作詞、作曲、指揮　1986年5月　枚方市立樟葉公民館5月祭　枚方市立樟葉公民館大会議室）
- 女声合唱組曲「尼崎」全5曲（委嘱作詞、作曲、指揮　1986年10月10日　尼崎市制70周年レパシアター尼崎　ピッコロシアター）
- 牧歌−月の女神アルテーミスと羊飼−（女声　委嘱作詞、作曲、指揮　1991年11月3日　創作芸術への誘い　アルカイックホール）
- 混声合唱組曲「ことばあそびうた」全7曲（作曲、指揮、谷川俊太郎作詞　1997年11月16日　東大阪市立青少年婦人センター合唱祭）
- 小さな星（女声　作詞、作曲、指揮　1998年3月8日　第28回レディースコーラスフェスティバル　明石市民会館）
- 混声合唱組曲「川と少年」全4曲（委嘱作詞、作曲、指揮　2002年　第33回大阪府合唱祭　コスモスシアター　　女声版　2004年7月4日　立花女声コーラス3rdコンサート　アイフォニックホール）
- 京極黄門小倉山荘色紙和歌による混声合唱組曲「はなのいろは」全7曲（委嘱作曲、指揮　2008年6月15日　第45回大阪府合唱祭　アゼリアホール）
- 京極黄門小倉山荘色紙和歌による混声合唱組曲第二巻「これやこの」全6曲（委嘱作曲、指揮　2017年6月25日　第54回大阪府合唱祭　アゼリアホール）
- 万葉集による混声合唱組曲「あかねさす」全4曲（委嘱作曲、指揮　2018年9月24日　アマデウス合唱団 in 大津能楽ホールコンサート　大津市伝統芸能会館能楽ホール）
- 万葉集による混声合唱組曲第二巻「みこもかる」全5曲 (2019年)
- 京極黄門小倉山荘色紙和歌による混声合唱組曲第三巻「いまこむと」全8曲 (2019年)
- 万葉集による混声合唱組曲第三巻「ますらをや」全4曲 (2019年)
- 京極黄門小倉山荘色紙和歌による混声合唱組曲第四巻「よもすがら」全5曲 (2020年)
- 京極黄門小倉山荘色紙和歌による混声合唱組曲第五巻「おもひわび」全6曲（2021年）
- 京極黄門小倉山荘色紙和歌による混声合唱組曲第六巻「もろともに」全6曲（2021年）
- 万葉集 大伴家持が詠める歌による混声合唱組曲「わがおかに」全6曲（2021年）
- 万葉集 梅の花に寄する歌による混声合唱組曲「うめのはな」全5曲（2021年）
- 万葉集による混声合唱組曲「太宰帥大伴卿の酒を讃むる歌」全5曲(2022年)
- 万葉集　山上憶良が詠める歌による混声合唱組曲「しらなみの」全5曲（2022年)
- 万葉集　山上憶良が七夕に詠める歌による混声合唱組曲「あまのがわ」全5曲（2022年)
- 万葉集　山部赤人が詠める歌による混声合唱組曲「むこのうらを」全5曲（2022年)

### オペラ作品
- King Lear「流砂の果てに」 Op.14（委嘱作曲、指揮　2001年6月27～29日　Naka Culture World主催公演　アルカイックホール・オクト）
- オペラ「出世景清」（台本　1988年10月　尼崎市近松市民オペラ台本全国公募　124作品中第4位佳作に入選）

### 演劇
- うない物語（委嘱台本　1990年　劇団ホロスコープによって初演　くずは公民館）
- 女郎花物語（委嘱台本　1991年　劇団ホロスコープによって初演　男山文化会館ホール）